# Фільберт Олександр Олександрович
Олекса́ндр Олекса́ндрович Фі́льберт (нар. 26 липня 1911, Дубовка — пом. 7 грудня 1996, Луганськ) — український художник і педагог; член Спілки радянських художників України з 1939 року.

## Життєпис
Народився 26 липня 1911 року в посаді Дубовці Саратовської губернії Російської імперії (нині місто Волгоградської області, Росія) у сім'ї промисловця, нащадка німецьких колоністів петровських часів. На початку 1920-х років сім'я переїхала до міста Царицина, де у віці 9-ти років він пішов до школи. Дещо пізніше разом зі старшим братом В'ячеславом відвідував вечірні художні курси, якими керували художники-реалісти Микола Любимов та Костянтин Фіногенов. Після закінчення школи працював на тракторному заводі, при цьому не припиняв малювати, одну його роботу надрукувала «Волгоградська правда». Після цього батько дозволив поступати до мистецького інституту.
Упродовж 1931—1939 років навчався на графічному відділенні у Київському художному інституті, де його педагогами зокрема були Сергій Григор'єв, Костянтин Єлева, Федір Кричевський, Павло Волокидін, Іларіон Плещинський, Зіновій Толкачов, Михайло Шаронов. За дипломну роботу — картину «Окопна правда», його одразу прийняли до Спілки художників України. Під час навчання познайомився з киянкою Євгенією Жук, з якою одружився.
Після закінчення навчання відмовився від роботи в Києві та вирушив до Луганська, де викладав у Луганському художньому училищі. Під час німецько-радянської війни училище евакували до Сталінградської області. У евакуації малював плакати, карикатури, співпрацював з «Вікнами ТАРС». Був направлений до школи офіцерів, де з'ясувалося, що його батько — німець за походженням, ще й «ворог народу» (був засуджений на 10 років табірних робіт). Після цього працював у Кемеровській області на шахті в Осинниках, де не переставав творити, його роботи експонувалися; нагороджений медаллю «За доблесну працю у Великій Вітчизняній війні 1941—1945 років».
1945 року повернувся до Луганська, продовжив викладати у Луганському художньому училищі. Був засновником на Донбасі відділення Спілки радянських художників України, яке й очолив, довгий час працював головою Ворошиловградського відділення. У 1957 році виступив делегатом 1-го з'їзду художників СРСР. Обирався депутатом Луганської міської ради. Жив у Луганську в будинку на площі Героїв Вітчизняної війни, № 7, квартира № 111. Помер у Луганську 7 грудня 1996, року.

## Творчість
Працював в галузі станкового живопису, створював жанові картини, пейзажі. Серед робіт:
- «Полонених ведуть» (1943);
- «Безробітні. Старий Донбас» (1957, у співавторстві з Мойсеєм Вольштейном);
- «Тут шахті комсомольській бути!» (1960, у співавторстві з Мойсеєм Вольштейном);
- «В аральській експедиції» (1961, у співавторстві з Мойсеєм Вольштейном);
- «З піснею про Батьківщину» (1965, у співавторстві з Мойсеєм Вольштейном);
- «У Горках» (1969, у співавторстві з Мойсеєм Вольштейном);
- триптих «Хліб» (1971, у співавторстві з Мойсеєм Вольштейном).

Брав участь у республіканських та всесоюзних виставках з 1947 року (загалом понад 50 заходів). Персональна виставка відбулася у Ворошиловграді у 1969 році. 
Роботи художника зберігаються у музеях та приватних збірках України і Росії.

## Вшанцування
У кінці 1990-х років у Луганську сином художника Володимиром Олександровичем відкрито Музей-квартиру художника.